# Campoletis longicalcar
Campoletis longicalcar là một loài tò vò trong họ Ichneumonidae.